# بیپ‌تونز
بیپ‌تونز یک وب‌گاه بارگذاری موسیقی فارسی‌زبان در ایران است.
علت سرشناسی این وب گاه رعایت حق تکثیرو نیز رتبه‌بندی برترین‌های موسیقیمی‌باشد.

## میزان فروش
بیپ تونز در سال ۱۳۹۴ نیم میلیارد تومان موسیقی فروخته‌است که همایون شجریان پرفروش‌ترین خواننده در این سال بوده‌است.
در سال ۹۵ آلبوم امیر بی‌گزند از محسن چاوشی در رده نخستِ پُرفروش‌ترین‌ها و پس از آن «سی سالگی» اثر «احسان خواجه امیری» قرار گرفت.
رتبه نخست پرفروش‌ترین آلبوم در سال ۹۷ متعلق به آلبوم «ابراهیم» از محسن چاوشی است. همچنین آلبوم قمارباز (بی‌نام) از همین هنرمند پرفروش‌ترین آلبوم سال ۹۸ بوده‌است.